# Финландия във Втората световна война
Финландия участва във Втората световна война на страната на Съюзниците от 30 ноември 1939 година до 13 март 1940 година, на страната на Тристранния пакт от 22 юни 1941 година до 4 септември 1944 година, а след това почти до края на войната в Европа – отново на страната на Съюзниците.
След сключването на германско-съветския съюз през 1939 година Финландия е нападната от съветски войски и до март 1940 година води Зимната война. През лятото на следващата година се включва в започналата война на Германия срещу Съветския съюз. След като през септември 1944 година успява да сключи примирие със Съветския съюз, тя води Лапландската война срещу германците, която приключва на 25 април 1945 година. След войната, с цената на значителни териториални отстъпки и репарации, Финландия успява да запази самостоятелността си от Съветския съюз.